# Кривецкий, Борис Филимонович
Кривецкий (Крживецкий) Борис Филимонович (1883, Одесса — 1941, Париж) — украинский и российский театральный деятель, режиссёр. В 1918 году вместе с Загаровым создал украинский психологически реалистический театр «Государственный драматический театр» по образцу МХАТа.

## Биография
Борис Филимонович Кривецкий имел богатый опыт работы в самых известных российских театрах: в 1907—1910 работал в Московском художественном театре, режиссуре учился в классе В. И. Немировича-Данченко, преподавал в школе при этом театре. В 1910 году участвовал в создании театра «Музыкальная драма» в Пензе, где вводили принципы реалистично психологического театра на оперной сцене.
До 1917 года работал в театрах Москвы. В 1918 году его пригласили в Киев возглавить создаваемый государственный театр. На заседании Театрального совета 5 июня 1918 Бориса Кривецкий был избран директором Государственного драматического театра. Назначение утвердил 10 июля 1918 министр народного образования Украинской Державы за гетмана Павла Скоропадского Николай Прокопович Василенко.
Директором и режиссёром этого театра Борис Филимонович был в 1918—1919 годах. На должность главного режиссёра ему удалось пригласить выходца с Украины, известного на российских сценах режиссёра и актёра Александра Загарова (настоящая фамилия Фон-Фессинг), который тоже прошёл школу Московского художественного театра, а также «Общества новой драмы» Мейерхольда и Александринского театра в Петербурге.
Вместе с Загаров Крживецкий создает Украинский психологически реалистический театр по образцу МХАТа.
В 1921 году Борис Крживецкий работает режиссёром Русского театра в Ужгороде.
Впоследствии судьба привела его в чешский город Оломоуц. В Чехии он поставил «Вишнёвый сад» А. П. Чехова. В 1922 поставил «Бориса Годунова» в Театре на Королевских виноградниках (Прага).
С 1923 в Загребе ставил оперы и оперетты, в том числе в Хорватском национальном театре. 5 мая 1925 поставил в этом театре оперу «Поцелуй».
17 ноября 1929 режиссёром Борисом Кривецким в Словении впервые была поставлена на словенском языке опера «Валькирия» Рихарда Вагнера.
После 1934 несколько лет работал в Новом Саду (Сербия).